# Mrk 590
Mrk 590 (NGC 863) é uma galáxia espiral (Sa) localizada na direcção da constelação de Cetus. Possui uma declinação de -00° 45' 58" e uma ascensão recta de 2 horas, 14 minutos e 33,5 segundos.
A galáxia Mrk 590 foi descoberta em 6 de Janeiro de 1785 por William Herschel.